# Romantic Comedy
 (février 2022).
La mise en forme du texte ne suit pas les recommandations de Wikipédia : il faut le « wikifier ».
Les points d'amélioration suivants sont les cas les plus fréquents :
- Les titres sont pré-formatés par le logiciel. Ils ne sont ni en capitales, ni en gras.
- Le texte ne doit pas être écrit en capitales (les noms de famille non plus), ni en gras, ni en italique, ni en « petit »…
- Le gras n'est utilisé que pour surligner le titre de l'article dans l'introduction, une seule fois.
- L'italique est rarement utilisé : mots en langue étrangère, titres d'œuvres, noms de bateaux, etc.
- Les citations ne sont pas en italique mais en corps de texte normal. Elles sont entourées par des guillemets français : « et ».
- Les listes à puces sont à éviter, des paragraphes rédigés étant largement préférés. Les tableaux sont à réserver à la présentation de données structurées (résultats, etc.).
- Les appels de note de bas de page (petits chiffres en exposant, introduits par l'outil «  Source ») sont à placer entre la fin de phrase et le point final[comme ça].
- Les liens internes (vers d'autres articles de Wikipédia) sont à choisir avec parcimonie. Créez des liens vers des articles approfondissant le sujet. Les termes génériques sans rapport avec le sujet sont à éviter, ainsi que les répétitions de liens vers un même terme.
- Les liens externes sont à placer uniquement dans une section « Liens externes », à la fin de l'article. Ces liens sont à choisir avec parcimonie suivant les règles définies. Si un lien sert de source à l'article, son insertion dans le texte est à faire par les notes de bas de page.
- La présentation des références doit suivre les conventions bibliographiques. Il est recommandé d'utiliser les modèles {{Ouvrage}}, {{Chapitre}}, {{Article}}, {{Lien web}} et/ou {{Bibliographie}}. Le mode d'édition visuel peut mettre en forme automatiquement les références.
- Insérer une infobox (cadre d'informations à droite) n'est pas obligatoire pour parachever la mise en page.

Pour une aide détaillée, merci de consulter Aide:Wikification.
Si vous pensez que ces points ont été résolus, vous pouvez retirer ce bandeau et améliorer la mise en forme d'un autre article.
Romantic Comedy est un film documentaire britannique sur les comédies romantiques réalisé et narré par Elizabeth Sankey, dont le groupe musical Summer Camp contribue aux chansons, tandis que Jeremy Warmsley a coproduit et composé la musique originale du film.

## Synopsis
Le documentaire présente et analyse des extraits de centaines de films romantiques parmi lesquels on compte The Holiday, Quand Harry rencontre Sally, L'Amour à tout prix, The Big Sick, La Tentation de Jessica et Le Club des cœurs brisés. Elizabeth Sankey décrypte chacune des séquences selon les conventions sociales et culturelles de l'époque, montrant que ces films se voulaient le reflet imparfait de la société.

## Fiche technique
(mars 2022).
- Titre : Romantic Comedy
- Réalisation : Elisabeth Sankey
- Produit par : Jeremy Warmley, Oskar Pilott, Maria Chiara Ventura
- Musique : Summer Camp, Jeremy Warmsley
- Dates de sortie : 
  - 25 janvier 2019 (Festival international du film de Rotterdam)
  - 9 mars 2020 (Royaume-Uni)
- Genre : Documentaire
- Durée : 78 minutes
- Pays : Royaume-Uni
- Langue : Anglais

## Films dont des extraits sont repris dans le documentaire
Sauf indication contraire, les informations mentionnées dans cette section peuvent être confirmées par la base de données cinématographiques IMDb,  présente dans la section « Liens externes ».Les films sont classés par ordre chronologiques .
- 1934 : 
  - New York-Miami (It Happened One Night)
  - Train de luxe (Twentieth Century)
  - La Joyeuse Divorcée
- 1935 : Le Danseur du dessus (Chapeau claque — en Belgique —, Top Hat — titre original)
- 1938 : L'Impossible Monsieur Bébé
- 1940 : 
  - La Dame du vendredi
  - Indiscrétions
- 1942 : 
  - La Femme de l'année (Woman of the Year)
  - Jeu dangereux
  - Uniformes et Jupons courts (The Major and the Minor)
  - Once Upon a Honeymoon
- 1943 : La Dangereuse Aventure
- 1953 : Les hommes préfèrent les blondes
- 1955 : Sept Ans de réflexion
- 1959 : 
  - Certains l'aiment chaud (Some Like It Hot)
  - Confidences de minuit
- 1961 : 
  - Diamants sur canapé (Breakfast at Tiffany's)
  - Un pyjama pour deux (Lover Come Back)
- 1963 : Une sacrée lune de miel
- 1967 : 
  - Pieds nus dans le parc (Barefoot in the Park)
  - Le Lauréat
- 1972 : Libres sont les papillons (Butterflies Are Free)
- 1982 : Tootsie
- 1984 : 
  - À la poursuite du diamant vert
  - Splash
- 1987 : 
  - Roxanne
  - Un couple à la mer (Overboard)
- 1988 : 
  - Coming to America
  - Mystic Pizza
  - Heathers
  - Working Girl
- 1989 : Quand Harry rencontre Sally (When Harry Met Sally...)
- 1990 : 
  - Joe contre le volcan (Joe Versus the Volcano)
  - Pretty Woman
- 1991 : Le Père de la mariée (Father of the Bride)
- 1992 : HouseSitter
- 1993 : 
  - Groundhog Day
  - Much Ado About Nothing
  - Dave
  - Sleepless in Seattle
  - True Romance
- 1994 : 
  - Quatre Mariages et un enterrement (Four Weddings and a Funeral)
  - Reality Bites
  - Muriel's Wedding
  - Only You
- 1995 : 
  - While You Were Sleeping
  - French Kiss
  - Neuf Mois aussi (Nine Months)
  - The American President
  - Father of the Bride Part II
- 1996 : 
  - Drôle de numéro
  - The Truth About Cats & Dogs
  - Jerry Maguire
- 1997 : 
  - Chasing Amy
  - Grosse Pointe Blank
  - Picture Perfect
  - Le Mariage de mon meilleur ami
  - In & Out
  - Good Will Hunting
  - As Good as It Gets
- 1998 : 
  - Sliding Doors
  - The Wedding Singer
  - How Stella Got Her Groove Back
  - You've Got Mail
  - Blast from the Past
- 1999 : 
  - Simply Irresistible
  - Never Been Kissed
  - 10 Things I Hate About You
  - Coup de foudre à Notting Hill
  - The Virgin Suicides
  - Runaway Bride
- 2000 : 
  - The Broken Hearts Club: A Romantic Comedy
  - High Fidelity
  - Ce que veulent les femmes
  - Miss Congeniality
  - Chocolat
- 2001 : 
  - The Wedding Planner
  - Someone Like You...
  - Bridget Jones's Diary
  - Kissing Jessica Stein
  - Le fabuleux destin d'Amélie Poulain
  - Marilyn Monroe: The Final Days  (TV Movie)
  - Legally Blonde
  - America's Sweethearts
  - Serendipity
  - Shallow Hal
- 2002 : 
  - 40 Days and 40 Nights
  - The Sweetest Thing
  - Punch-Drunk Love
  - Sweet Home Alabama
  - Two Weeks Notice
- 2003 : 
  - How to Lose a Guy in 10 Days
  - Intolerable Cruelty
  - Love Actually
- 2004 : 
  - Along Came Polly
  - Garden State
  - 50 First Dates
  - Laws of Attraction
  - Saving Face
  - Wimbledon
  - Bridget Jones : L'Âge de raison
- 2005 : 
  - Hitch
  - Miss Congeniality 2: Armed & Fabulous
  - The Baxter
  - Monster-in-Law
  - Ma sorcière bien-aimée (Bewitched)
  - Wedding Crashers
  - Orgueil et Préjugés
  - Elizabethtown
  - Imagine Me & You
- 2006 : 
  - Something New
  - Failure to Launch
  - The Break-Up
  - The Devil Wears Prada
  - L'Incroyable Destin de Harold Crick
  - The Last Kiss
- 2007 : 
  - Music and Lyrics
  - Juno
  - Les Femmes de ses rêves
  - Enchanted
- 2008 : 
  - 27 Dresses
  - Forgetting Sarah Marshall
  - Made of Honor
- 2009 : 
  - Bride Wars
  - (500) Days of Summer
  - I Love You, Man
  - The Proposal
  - The Ugly Truth
- 2010 : 
  - The Runaways
  - Just Wright
  - Sex Friends
- 2011 : 
  - Weekend
  - Bridesmaids
  - Bad Teacher
  - Friends with Benefits
  - Crazy, Stupid, Love
  - What's Your Number?
- 2012 : 
  - Celeste & Jesse Forever
  - An Oversimplification of Her Beauty
  - Bachelorette
  - he Skinny
  - What to Expect When You're Expecting
  - Ruby Sparks
  - Happiness Therapy
- 2013 : 
  - The Pretty One
  - The Heat
  - Enough Said
- 2014 : 
  - Appropriate Behavior
  - The Other Woman
  - Top Five
- 2015 : 
  - The Wedding Ringer
  - Aloha
  - Front Cover
  - Trainwreck
  - Jenny's Wedding
- 2016 : 
  - The Pass
  - La La Land
  - Bridget Jones Baby
- 2017 : 
  - The Big Sick
  - God's Own Country
- 2018 : 
  - Set It Up
  - Crazy Rich Asians

## Sortie
Le film a été présenté en première à l' IFFR 2019 et a ensuite joué dans des festivals tels que Sud par Sud-Ouest 2019, Festival international du film de Copenhague et American Film Institute. Il a été distribué au Royaume-Uni par MUBI.

## Autour du film
La production a utilisé les directives d'utilisation équitable des droits d'auteurs pour inclure légalement les clips de film. Parmi les autres contributeurs du documentaire figurent l'actrice Jessica Barden, le réalisateur Charlie Lyne, les scénaristes Laura Snapes, Anne T Donahue, Simran Hans, Cameron Cook, Brodie Lancaster et la productrice de radio Eleanor McDowall.

## Critique
En octobre 2021, Romantic Comedy détient une note de 93% sur Rotten Tomatoes, sur la base de 15 avis. The Guardian l'a passé en revue en lui attribuant 4/5 étoiles et écrivant qu'il s'agit d'un documentaire captivant qui se réapproprie un genre accaparé par des cinéphiles arrogants.